# Träskmangust
Träskmangust eller vattenmangust (Atilax paludinosus) är ett rovdjur i familjen manguster som förekommer i Afrika och som är särskilt väl anpassade till livet i vatten.

## Kännetecken
Med en kroppslängd av 80 till 100 centimeter och en vikt mellan 2,5 och 4,2 kilogram är träskmangusten en jämförelsevis stor art i familjen. Därtill kommer en 30 till 40 centimeter lång och yvig svans. Den långa grova pälsen är enfärgad, vanligtvis mörkbrun men ibland även rödaktig eller svart. Andra kännetecken är små öron, en kort nos och simhuden mellan tårna som syns även i djurets fotspår. Hjärnan är jämförelsevis stor. Det beror troligtvis på mangustens väl utvecklade känselsinne.

## Utbredning
Djuret förekommer i stora delar av Afrika söder om Sahara. Den saknas bara i mycket torra områden som regionen Sahel och Afrikas horn. Populationen försvann där troligtvis på grund av jakt och människans byggaktiviteter vid vattendragen.

## Levnadssätt
Även om dessa djur ibland vandrar till områden långt bort från vattenansamlingar vistas de vanligen vid floder, sjöar, sumpmarker och kustlinjen. Träskmangust är aktiv på natten och lever utanför parningstiden ensam. Den har särskilt bra förmåga att simma och livnär sig av krabbor, kräftor, groddjur, gnagare och fiskar. Det hittades även rester av större ryggradsdjur som hyraxar, dykarantiloper och rörråttor (Thryonomyidae) i träskmangustens avföring. Men det är möjligt att dessa djur redan var död och mangusten åt deras as. Dessutom äter mangusten leddjur, kräldjur, ägg och frukter. Konkurrensen med andra manguster är minimal på grund av artens akvatiska levnadssätt. Den utfyller alltså snarare uttrarnas ekologiska nisch. I motsats till dessa är träskmangusten mer opportunistisk och äter även landdjur.
De flesta individer har långsträckta revir som går längs floder. Liksom hos andra djur i tropikerna finns inga särskilda parningstider. Honan kan para sig flera gånger per år och per kull föds 1 till 3 ungdjur. Ungarna är vid födelsen blinda, öppnar efter 10 till 20 dagar ögonen och börjar efter cirka en månad med fast föda.